# Vena tibial anterior
La vena tibial anterior es una vena de la parte inferior de la pierna.
En la anatomía humana, hay dos venas tibiales anteriores. Se originan y reciben la sangre del arco venoso dorsal, en la parte posterior del pie y se vacía en la vena poplítea.
Las venas tibiales anteriores drenan la articulación del tobillo, la articulación de la rodilla, la articulación tibiofibular y la parte anterior de la pierna.
Las dos venas tibiales anteriores ascienden en la membrana interósea entre la tibia y el peroné y se unen con las venas tibiales posteriores para formar la vena poplítea.
Como la mayoría de las venas profundas de las piernas, las venas tibiales anteriores están acompañadas por la arteria homónima, la arteria tibial anterior, a lo largo de su recorrido.